# Șerpaș

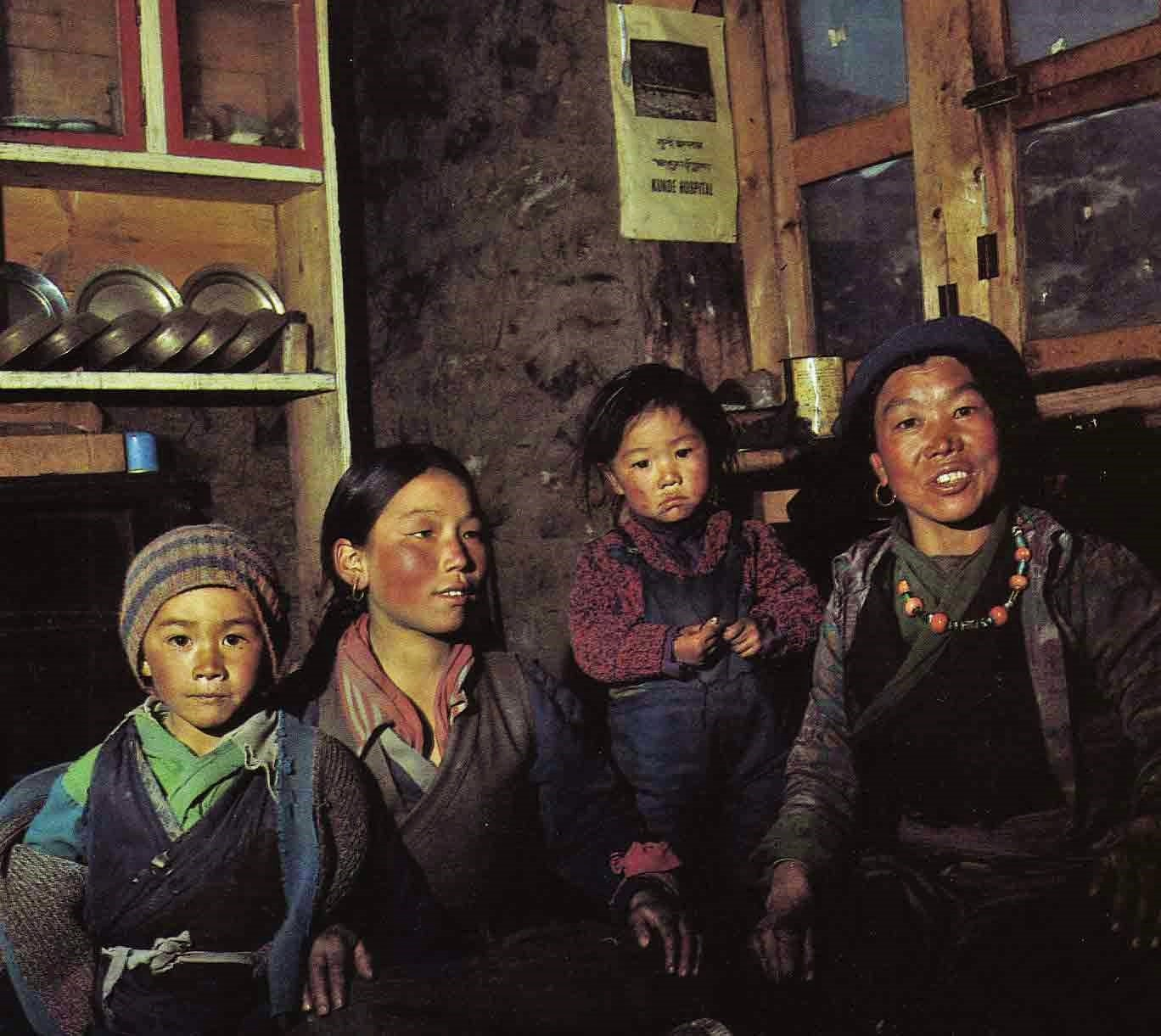
Șerpași - familie cu haine tradiționale

Șerpașii sunt unii dintre grupurile etnice din Tibet, locuitori ai regiunilor muntoase din Nepal. Cu un sens mai restrâns, termenul șerpaș provine din limba șerpa, de la cuvintele ཤར shar ("Est") și  པ pa ("Oameni"), fiind astfel ghizii care însoțesc alpiniștii ce urcă pe vârfurile din Himalaya.
Șerpașii trăiau inițial în Tibet și sunt de religie budistă.
Șerpașul Tenzing Norgay a cucerit pentru prima oară vârful Everest (Sargamatha pentru șerpași) în 1953 împreună cu Edmund Hillary.

## Istorie
Șerpașii au fost primii nomazi care s-au stabilit în districtul Solukhumbu (Khumbu), Nepal. Conform spuselor din moși-strămoși, de-a lungul timpului, patru grupuri au migrat din Kham în Tibet, spre Solukhumbu, formându-se astfel un număr de patru clanuri fundamentale ale Șerpașilor: Minyagpa, Thimmi, Sertawa și Chawa, până în prezent divizându-se, ajungând la numărul de 20 de clanuri existente. 

## Case tradiționale

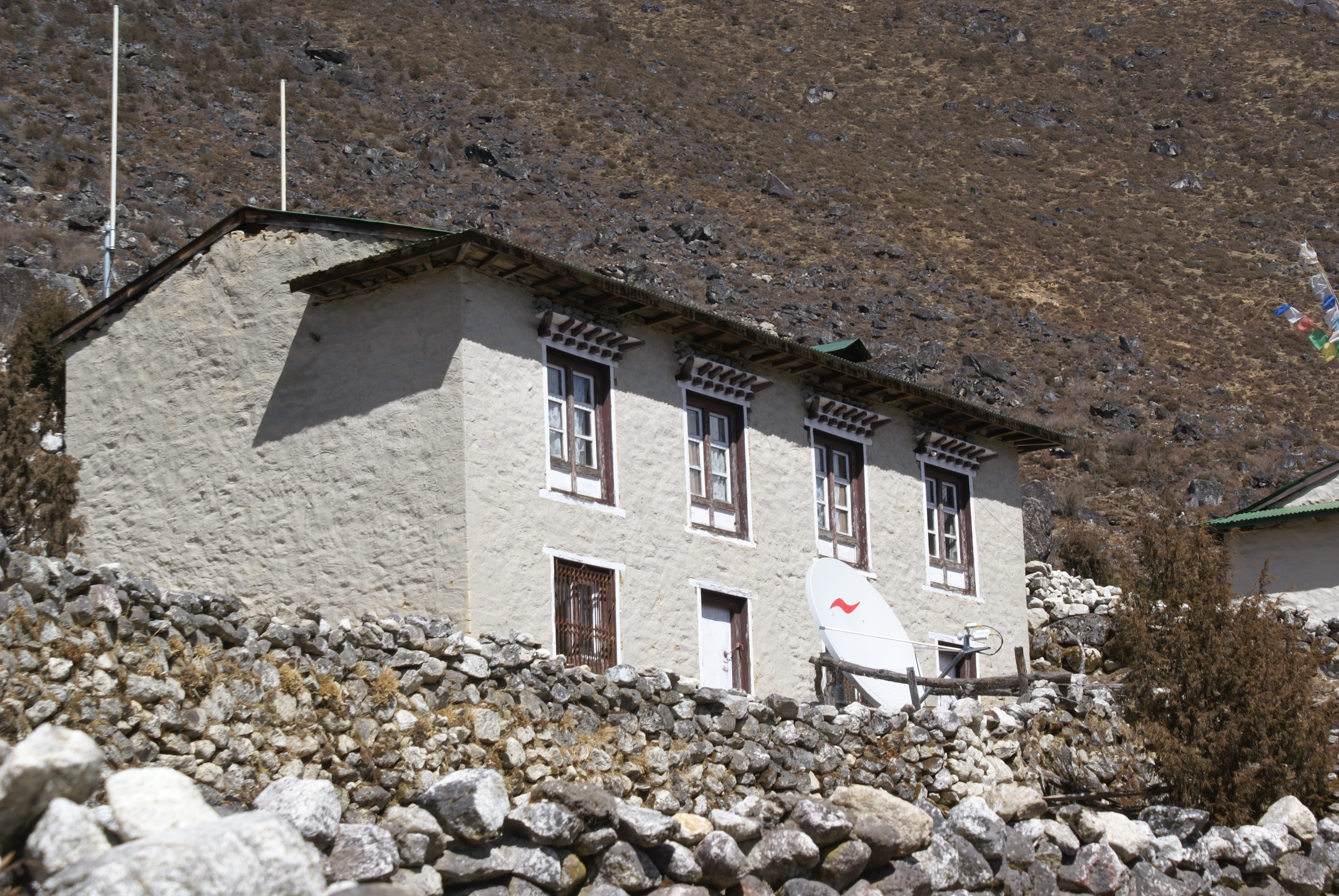
Casă tradițională șerpașă, dar cu acoperiș de oțel

Când fiul se căsătorește și are un copil, comunitatea trebuie să-l ajute să-și construiască o casă nouă, pentru a putea locui întreaga familie în ea. De asemenea, de multe ori, vecinii le oferă mâncare, băuturi sau îi ajută la muncă și îi ajută în diferite moduri. 
Casele sunt situate de obicei la distanță, pentru a putea avea spațiu între ele. De asemenea, în etapa de construire a fiecărei case are loc o ceremonie spirituală pentru a atrage spiritele bune în locuința lor, și pentru a proteja atât animalele cât și familia. Odată construită, casa este predată familiei, aceștia având atribuția de a o îngriji, și obligația de a nu o vinde. 

Stilul casei depinde de locul în care urmează să fie construită: în pantă montană, fostele albii de lac sau vechi terase ale râurilor. 